# TFF 3. Lig 2008/09
Die Spor Toto Türkiye 3. Futbol Ligi 2008/09 war die achte Spielzeit der vierthöchsten türkischen Spielklasse im professionellen Männer-Fußball. Sie wurde am 4. September 2008 mit dem 1. Spieltag begonnen und am 31. Mai 2009 mit den Playofffinalebegegnungen abgeschlossen.

## Austragungsmodus
Mit der Saison 2008/09 wurde die vierthöchste Spielklasse grundlegend reformiert. Statt wie bisher in der in einer viergleisigen Liga die Mannschaften auf den ersten drei Tabellenplätzen direkt in die TFF 2. Lig aufstiegen, wurde in dieser Saison die Liga in drei Etappen ausgetragen. In der 1. Etappe wurde die Liga in eine Qualifikationsrunde (türkisch Kademe Grupları) in fünf Gruppen mit jeweils elf bzw. zehn Mannschaften mit Hin- und Rückspielen gespielt. Nach dem Ende der 1. Etappe wurden die ersten zwei Mannschaften aus allen Gruppen in eine gemeinsame Gruppe, der Aufstiegsrunde (türkisch Yükselme Grubu), aufgenommen, und spielten hier um den Aufstieg in die dritthöchste Spielklasse. Die restlichen Teams in den fünf Gruppen der Qualifikationsrunde spielten in unveränderter Gruppenkonstellation nun in einer Abstiegsrunde (türkisch Düşme Grupları) um den Abstieg in die regionale Amateurligen. Sowohl die Aufstiegsrunde als auch die Abstiegsrunde stellten dabei die 2. Etappe dar und wurden mit Hin- und Rückspiel ausgespielt. Die Mannschaften auf den ersten zwei Plätzen der Aufstiegsrunde stiegen direkt in die TFF 2. Lig und die Mannschaften auf letzten zwei Tabellenplätzen aller Gruppen der Abstiegsrunde stiegen in die regionale Amateurligen, ab. Während die Punkte aus der Qualifikationsrunde nicht in die Aufstiegsrunde mitgenommen wurden, wurden sie in die Abstiegsrunde unverändert mitgezählt. Um die Attraktivität der Liga zu steigern und zu verhindern, dass sich viele Mannschaften sich sehr früh den Klassenerhalt sicherten und dann ziellos vor leeren Rängen spielten, beschloss man, zusätzlich zu der vorhandenen Konstellation noch eine Dritte Etappe in Form einer Play-off zu spielen. In diesen Play-offs sollte der dritte und letzte Aufsteiger bestimmt werden. Die Mannschaften auf den Plätzen fünf bis sieben der Aufstiegsrunde und die Erstplatzierten der Abstiegsgruppen sollten im K.-o.-System den letzten Aufsteiger ausspielen. Die Play-offs wurden zum Ende der Gruppenphase in einer für alle acht Mannschaften neutralen Stadt ausgetragen.

## Teilnehmerzusammensetzung
Zu Saisonbeginn waren zu den von der vorherigen Saison verbleibenden 34 Mannschaften die zehn Absteiger aus der TFF 2. Lig İnegölspor, Fatih Karagümrük SK, Izmirspor, Uşakspor, Küçükköyspor, Tepecik Belediyespor, Araklıspor, Erzincanspor, Kahramanmaraşspor, Hatayspor die sechs Neulinge Menemen Belediyespor, Bandırmaspor, Pursaklarspor, Keçiören Belediyespor, Düzcespor, Bağlar Vuralspor hinzugekommen. Die Neulinge waren aus den damals regionalen Amateurligen als Meister aufgenommen wurden und durften an der TFF 3. Lig teilnehmen.

## Saisonverlauf

### Ligaphase
Göztepe Izmir, Tepecik Belediyespor, Tavşanlı Belediye TKİ Linyitspor und Kahramanmaraşspor beendeten die Saison auf den ersten vier Plätzen der Aufstiegsrunde und stiegen damit direkt in die TFF 2. Lig auf.
Als Absteiger standen zum Saisonende Orhangazi Gençlerbirliği, Fatih Karagümrük SK (Gruppe 1 der Abstiegsrunde), Aydınspor, Mustafakemalpaşaspor (Gruppe 2 der Abstiegsrunde), Aksarayspor, Uşakspor (Gruppe 3 der Abstiegsrunde), Erzincanspor, DÇ Divriğispor (Gruppe 4 der Abstiegsrunde) und Bağlar Vuralspor, Kilis Belediyespor (Gruppe 5 der Abstiegsrunde) fest.

### Playoffphase
Mit dem Erreichen des 1. Tabellenplatzes der Abstiegsrunden qualifizierten sich Yalovaspor (Gruppe 1), Balıkesirspor (Gruppe 2), İnegölspor (Gruppe 3), Kastamonuspor (Gruppe 4) und Batman Belediyespor (Gruppe 4) und als 5. bis 7. Platzierte Ankara Demirspor, Hatayspor und Pursaklarspor für die Teilnahme an den Playoffs. In der Playoffphase sollten diese acht Mannschaften in zwei separaten Playoffgleisen mit jeweils zwei Etappen die letzten beiden Aufsteiger bestimmen. Dabei wurden die Spiele eines Gleises als neutrale Orte für alle Teams in Zonguldak und die des anderen Gleises in Ankara gespielt. Per Losverfahren trafen in den Halbfinalbegegnungen des 1. Playoffzweiges Ankara Demirspor auf Hatayspor und Yalovaspor auf Kastamonuspor. In den Halbfinalbegegnungen des zweiten Playoffzweiges traf Balıkesirspor auf Pursaklarspor und Batman Belediyespor auf İnegölspor.
Alle Playoffspiele wurden zwischen dem 29. Mai und dem 31. Mai 2009 im Karaelmas-Kemal-Köksal-Stadion (Zonguldak) bzw. im 12 Haziran Stadı (Amasya) gespielt. Im 1. Playoffzweig setzte sich Hatayspor nach Elfmeterschießen gegen Ankara Demirspor durch, während in der anderen Halbfinalbegegnung Yalovaspor durch einen 2:1-Sieg über Kastamonuspor das Playofffinale erreichte. Im 2. Playoffzweig erreichten in den Halbfinalspielen Pursaklarspor durch eine 2:1-Sieg gegen Balıkesirspor das Finale, während İnegölspor durch ein 2:1-Sieg sich gegen Batman Belediyespor durchsetzte.
Im 1. Finale setzte sich Yalovaspor durch einen 2:1-Sieg gegen Hatayspor durch und stieg in die TFF 2. Lig auf. Das 2. Finale entschied Pursaklarspor mit 0:1 über İnegölspor für sich und stieg in die 2. Lig auf.

## Besondere Vorkommnisse
- Nachdem der türkische Traditionsklub Göztepe Izmir in der Viertligasaison 2006/07 hochverschuldet in die Amateurliga abgestiegen war, kaufte der Mäzen Imam Altinbas im Sommer 2008 den Viertligisten Aliağa Belediyespor auf und änderte den Vereinsnamen in Göztepe A.Ş (in den Medien fortan als Göztepe Izmir geführt) um und übernahm das Vereinslogo und die Vereinsnamen von Göztepe Izmir. Das ursprüngliche Göztepe übergab seine Wettbewerbsrechte dann an Aliağa Belediyespor ab. Auf diese Weise wurde der Verein Göztepe finanziell saniert.
- Der Verein Nilüfer Belediyespor der Provinz Bursa änderte seinen Namen vor Saisonbeginn in Bursa Nilüferspor um. Zudem wurde das Gründungsjahr auf 2008 geändert, obwohl das Gründungsjahr von Nilüfer Belediyespor 1999 war.
- Gegen Ceyhanspor und seinen Vereinsvorstand leitete der türkische Fußballverband wegen Verdacht auf Spielmanipulation ein Untersuchungsverfahren ein. Dem Verein wurde vorgeworfen, bei den Begegnungen der Vorsaison vom 4. Mai 2008 gegen Mersin BB FK eine Spielabsprache getätigt zu haben.[1] Als Resultat ließ der Verband Ceyhanspor zum Sommer 2009 zwangsabsteigen und verhängte mehrere Strafen gegen die Vereinsverantwortlichen.[2][3]

## Qualifikationsrunde

### Gruppe 1
| Pl. | Verein                   | Sp. | S  | U | N  | Tore    | Diff. | Punkte |
| --- | ------------------------ | --- | -- | - | -- | ------- | ----- | ------ |
| 1.  | Tepecik Belediyespor (A) | 18  | 12 | 2 | 4  | 031:220 | +9    | 38     |
| 2.  | Lüleburgazspor           | 18  | 11 | 2 | 5  | 029:150 | +14   | 35     |
| 3.  | Gölcükspor               | 18  | 9  | 7 | 2  | 027:170 | +10   | 34     |
| 4.  | Yalovaspor               | 18  | 10 | 3 | 5  | 032:180 | +14   | 33     |
| 5.  | Üsküdar Anadolu 1908 SK  | 18  | 7  | 6 | 5  | 027:220 | +5    | 27     |
| 6.  | Fatih Karagümrük SK (A)  | 18  | 6  | 4 | 8  | 024:250 | −1    | 22     |
| 7.  | Orhangazi Gençlerbirliği | 18  | 5  | 6 | 7  | 017:240 | −7    | 21     |
| 8.  | Oyak Renault SK          | 18  | 6  | 2 | 10 | 012:180 | −6    | 20     |
| 9.  | Yıldırım Bosnaspor       | 18  | 2  | 6 | 10 | 009:230 | −14   | 12     |
| 10. | Küçükköyspor (A)         | 18  | 2  | 2 | 14 | 013:370 | −24   | 08     |

Platzierungskriterien: 1. Punkte – 2. Direkter Vergleich (Punkte, Tordifferenz, geschossene Tore) – 3. Tordifferenz – 4. geschossene Tore

| (A) | Absteiger aus der TFF Lig B 2007/08 |

### Gruppe 2
| Pl. | Verein                   | Sp. | S | U | N  | Tore    | Diff. | Punkte |
| --- | ------------------------ | --- | - | - | -- | ------- | ----- | ------ |
| 1.  | Göztepe Izmir            | 18  | 8 | 7 | 3  | 024:180 | +6    | 31     |
| 2.  | Izmirspor (A)            | 18  | 9 | 3 | 6  | 021:160 | +5    | 30     |
| 3.  | Nazilli Belediyespor     | 18  | 9 | 2 | 7  | 022:150 | +7    | 29     |
| 4.  | Menemen Belediyespor (N) | 18  | 8 | 4 | 6  | 027:210 | +6    | 28     |
| 5.  | Aydınspor                | 18  | 7 | 4 | 7  | 023:240 | −1    | 25     |
| 6.  | Ispartaspor              | 18  | 9 | 1 | 8  | 023:220 | +1    | 28     |
| 7.  | Bandırmaspor (N)         | 18  | 7 | 3 | 8  | 018:170 | +1    | 24     |
| 8.  | Balıkesirspor            | 18  | 7 | 2 | 9  | 027:340 | −7    | 23     |
| 9.  | Torbalıspor              | 18  | 5 | 4 | 9  | 017:230 | −6    | 19     |
| 10. | Mustafakemalpaşaspor     | 18  | 4 | 4 | 10 | 017:290 | −12   | 16     |

Platzierungskriterien: 1. Punkte – 2. Direkter Vergleich (Punkte, Tordifferenz, geschossene Tore) – 3. Tordifferenz – 4. geschossene Tore

| (A) | Absteiger aus der TFF Lig B 2007/08    |
| (N) | Neuling aus der regionalen Amateurliga |

### Gruppe 3
| Pl. | Verein                           | Sp. | S  | U | N  | Tore    | Diff. | Punkte |
| --- | -------------------------------- | --- | -- | - | -- | ------- | ----- | ------ |
| 1.  | Tavşanlı Belediye TKİ Linyitspor | 18  | 11 | 4 | 3  | 035:160 | +19   | 37     |
| 2.  | Pursaklarspor (N)                | 18  | 10 | 4 | 4  | 035:170 | +18   | 34     |
| 3.  | Keçiörengücü                     | 18  | 9  | 5 | 4  | 032:170 | +15   | 32     |
| 4.  | İnegölspor (A)                   | 18  | 9  | 5 | 4  | 021:160 | +5    | 32     |
| 5.  | Orhangazispor                    | 18  | 8  | 5 | 5  | 037:220 | +15   | 29     |
| 6.  | Keçiören Belediyespor (N)        | 18  | 7  | 6 | 5  | 036:300 | +6    | 27     |
| 7.  | Bursa Nilüferspor                | 18  | 5  | 9 | 4  | 032:190 | +13   | 24     |
| 8.  | Düzcespor (N)                    | 18  | 4  | 6 | 8  | 020:250 | −5    | 18     |
| 9.  | Aksarayspor                      | 18  | 3  | 4 | 11 | 023:350 | −12   | 13     |
| 10. | Uşakspor (A)                     | 18  | 0  | 0 | 18 | 006:800 | −74   | 0      |

Platzierungskriterien: 1. Punkte – 2. Direkter Vergleich (Punkte, Tordifferenz, geschossene Tore) – 3. Tordifferenz – 4. geschossene Tore

| (A) | Absteiger aus der TFF Lig B 2007/08    |
| (N) | Neuling aus der regionalen Amateurliga |

### Gruppe 4
| Pl. | Verein             | Sp. | S  | U | N  | Tore    | Diff. | Punkte |
| --- | ------------------ | --- | -- | - | -- | ------- | ----- | ------ |
| 1.  | Bafra Belediyespor | 18  | 9  | 6 | 3  | 030:180 | +12   | 33     |
| 2.  | Ankara Demirspor   | 18  | 10 | 3 | 5  | 031:210 | +10   | 33     |
| 3.  | Kastamonuspor      | 18  | 10 | 3 | 5  | 035:180 | +17   | 33     |
| 4.  | Gümüşhanespor      | 18  | 9  | 5 | 4  | 022:120 | +10   | 32     |
| 5.  | Araklıspor (A)     | 18  | 6  | 6 | 6  | 021:230 | −2    | 24     |
| 6.  | Sürmenespor        | 18  | 6  | 5 | 7  | 023:290 | −6    | 23     |
| 7.  | Bulancakspor       | 18  | 5  | 7 | 6  | 016:180 | −2    | 22     |
| 8.  | Ünyespor           | 18  | 6  | 2 | 10 | 017:250 | −8    | 20     |
| 9.  | DÇ Divriğispor     | 18  | 4  | 2 | 12 | 017:310 | −14   | 14     |
| 10. | Erzincanspor (A)   | 18  | 3  | 5 | 10 | 014:310 | −17   | 14     |

Platzierungskriterien: 1. Punkte – 2. Direkter Vergleich (Punkte, Tordifferenz, geschossene Tore) – 3. Tordifferenz – 4. geschossene Tore

| (A) | Absteiger aus der TFF Lig B 2007/08 |

### Gruppe 5
| Pl. | Verein                            | Sp. | S  | U | N  | Tore    | Diff. | Punkte |
| --- | --------------------------------- | --- | -- | - | -- | ------- | ----- | ------ |
| 1.  | Hatayspor (A)                     | 18  | 10 | 6 | 2  | 023:120 | +11   | 36     |
| 2.  | Kahramanmaraşspor (A)             | 18  | 10 | 5 | 3  | 037:160 | +21   | 35     |
| 3.  | Batman Belediyespor               | 18  | 9  | 6 | 3  | 026:150 | +11   | 33     |
| 4.  | Batman Petrolspor                 | 18  | 9  | 3 | 6  | 030:220 | +8    | 30     |
| 5.  | Siirtspor                         | 18  | 7  | 5 | 6  | 024:200 | +4    | 26     |
| 6.  | Belediye Bingölspor               | 18  | 6  | 6 | 6  | 017:210 | −4    | 24     |
| 7.  | Ceyhanspor                        | 18  | 6  | 4 | 8  | 021:210 | ±0    | 22     |
| 8.  | Diyarbakır Kayapınar Belediyespor | 18  | 5  | 4 | 9  | 018:320 | −14   | 19     |
| 9.  | Bağlar Vuralspor (N)              | 18  | 4  | 1 | 13 | 019:380 | −19   | 13     |
| 10. | Kilis Belediyespor                | 18  | 3  | 2 | 13 | 013:310 | −18   | 11     |

Platzierungskriterien: 1. Punkte – 2. Direkter Vergleich (Punkte, Tordifferenz, geschossene Tore) – 3. Tordifferenz – 4. geschossene Tore

| (A) | Absteiger aus der TFF Lig B 2007/08    |
| (N) | Neuling aus der regionalen Amateurliga |

## Aufstiegsrunde
| Pl. | Verein                           | Sp. | S  | U | N  | Tore    | Diff. | Punkte |
| --- | -------------------------------- | --- | -- | - | -- | ------- | ----- | ------ |
| 1.  | Göztepe Izmir                    | 18  | 12 | 4 | 2  | 024:110 | +13   | 40     |
| 2.  | Tepecik Belediyespor (A)         | 18  | 11 | 5 | 2  | 024:130 | +11   | 38     |
| 3.  | Tavşanlı Belediye TKİ Linyitspor | 18  | 9  | 5 | 4  | 025:130 | +12   | 32     |
| 4.  | Kahramanmaraşspor (A)            | 18  | 10 | 1 | 7  | 033:270 | +6    | 31     |
| 5.  | Ankara Demirspor                 | 18  | 7  | 6 | 5  | 030:270 | +3    | 27     |
| 6.  | Hatayspor (A)                    | 18  | 6  | 4 | 8  | 024:240 | ±0    | 22     |
| 7.  | Pursaklarspor (N)                | 18  | 5  | 4 | 9  | 017:210 | −4    | 19     |
| 8.  | Bafra Belediyespor               | 18  | 6  | 1 | 11 | 024:300 | −6    | 19     |
| 9.  | Lüleburgazspor                   | 18  | 2  | 9 | 7  | 013:220 | −9    | 15     |
| 10. | Izmirspor (A)                    | 18  | 1  | 3 | 14 | 007:330 | −26   | 06     |

Platzierungskriterien: 1. Punkte – 2. Direkter Vergleich (Punkte, Tordifferenz, geschossene Tore) – 3. Tordifferenz – 4. geschossene Tore

| (A) | Absteiger aus der TFF Lig B 2007/08    |
| (N) | Neuling aus der regionalen Amateurliga |

## Abstiegsrunde
Die Ergebnisse aus der Qualifikationsrunde wurden mit eingerechnet.

### Gruppe 1
| Pl. | Verein                   | Sp. | S  | U  | N  | Tore    | Diff. | Punkte |
| --- | ------------------------ | --- | -- | -- | -- | ------- | ----- | ------ |
| 1.  | Yalovaspor               | 32  | 15 | 10 | 7  | 052:330 | +19   | 55     |
| 2.  | Gölcükspor               | 32  | 12 | 15 | 5  | 042:330 | +9    | 51     |
| 3.  | Üsküdar Anadolu 1908 SK  | 32  | 11 | 12 | 9  | 041:340 | +7    | 45     |
| 4.  | Oyak Renault SK          | 32  | 10 | 6  | 16 | 027:340 | −7    | 36     |
| 5.  | Küçükköyspor (A)         | 32  | 10 | 6  | 16 | 027:490 | −22   | 36     |
| 6.  | Yıldırım Bosnaspor       | 32  | 8  | 11 | 13 | 024:330 | −9    | 35     |
| 7.  | Orhangazi Gençlerbirliği | 32  | 9  | 7  | 16 | 033:470 | −14   | 34     |
| 8.  | Fatih Karagümrük SK (A)  | 32  | 9  | 7  | 16 | 035:410 | −6    | 34     |

Platzierungskriterien: 1. Punkte – 2. Direkter Vergleich (Punkte, Tordifferenz, geschossene Tore) – 3. Tordifferenz – 4. geschossene Tore

| (A) | Absteiger aus der TFF Lig B 2007/08 |

### Gruppe 2
| Pl. | Verein                   | Sp. | S  | U | N  | Tore    | Diff. | Punkte |
| --- | ------------------------ | --- | -- | - | -- | ------- | ----- | ------ |
| 1.  | Balıkesirspor            | 32  | 14 | 5 | 13 | 044:460 | −2    | 47     |
| 2.  | Bandırmaspor (N)         | 32  | 14 | 5 | 13 | 038:290 | +9    | 47     |
| 3.  | Nazilli Belediyespor     | 32  | 13 | 6 | 13 | 038:330 | +5    | 45     |
| 4.  | Menemen Belediyespor (N) | 32  | 12 | 8 | 12 | 043:430 | ±0    | 44     |
| 5.  | Torbalıspor              | 32  | 12 | 8 | 12 | 035:340 | +1    | 44     |
| 6.  | Ispartaspor              | 32  | 12 | 7 | 13 | 039:440 | −5    | 43     |
| 7.  | Aydınspor                | 32  | 13 | 3 | 16 | 036:390 | −3    | 42     |
| 8.  | Mustafakemalpaşaspor     | 32  | 10 | 6 | 16 | 039:550 | −16   | 36     |

Platzierungskriterien: 1. Punkte – 2. Direkter Vergleich (Punkte, Tordifferenz, geschossene Tore) – 3. Tordifferenz – 4. geschossene Tore

| (N) | Neuling aus der regionalen Amateurliga |

### Gruppe 3
| Pl. | Verein                    | Sp. | S  | U  | N  | Tore    | Diff. | Punkte |
| --- | ------------------------- | --- | -- | -- | -- | ------- | ----- | ------ |
| 1.  | İnegölspor (A)            | 32  | 17 | 8  | 7  | 048:300 | +18   | 59     |
| 2.  | Keçiörengücü              | 32  | 16 | 9  | 7  | 054:290 | +25   | 57     |
| 3.  | Bursa Nilüferspor         | 32  | 14 | 10 | 8  | 060:360 | +24   | 52     |
| 4.  | Orhangazispor             | 32  | 11 | 10 | 11 | 055:430 | +12   | 43     |
| 5.  | Keçiören Belediyespor (N) | 32  | 11 | 9  | 12 | 056:520 | +4    | 42     |
| 6.  | Düzcespor (N)             | 32  | 11 | 8  | 13 | 039:370 | +2    | 41     |
| 7.  | Aksarayspor               | 32  | 12 | 4  | 16 | 051:570 | −6    | 40     |
| 8.  | Uşakspor (A)              | 32  | 0  | 0  | 32 | 006:122 | −116  | 0      |

Platzierungskriterien: 1. Punkte – 2. Direkter Vergleich (Punkte, Tordifferenz, geschossene Tore) – 3. Tordifferenz – 4. geschossene Tore

| (A) | Absteiger aus der TFF Lig B 2007/08    |
| (N) | Neuling aus der regionalen Amateurliga |

### Gruppe 4
| Pl. | Verein           | Sp. | S  | U | N  | Tore    | Diff. | Punkte |
| --- | ---------------- | --- | -- | - | -- | ------- | ----- | ------ |
| 1.  | Kastamonuspor    | 32  | 17 | 7 | 8  | 060:320 | +28   | 58     |
| 2.  | Araklıspor (A)   | 32  | 14 | 8 | 10 | 045:370 | +8    | 50     |
| 3.  | Gümüşhanespor    | 32  | 13 | 9 | 10 | 034:290 | +5    | 48     |
| 4.  | Sürmenespor      | 32  | 13 | 7 | 12 | 041:440 | −3    | 46     |
| 5.  | Bulancakspor     | 32  | 10 | 9 | 13 | 025:360 | −11   | 39     |
| 6.  | Ünyespor         | 32  | 11 | 4 | 17 | 035:440 | −9    | 37     |
| 7.  | Erzincanspor (A) | 32  | 10 | 7 | 15 | 031:430 | −12   | 37     |
| 8.  | DÇ Divriğispor   | 32  | 6  | 6 | 20 | 027:550 | −28   | 24     |

Platzierungskriterien: 1. Punkte – 2. Direkter Vergleich (Punkte, Tordifferenz, geschossene Tore) – 3. Tordifferenz – 4. geschossene Tore

| (A) | Absteiger aus der TFF Lig B 2007/08 |

### Gruppe 5
| Pl. | Verein                            | Sp. | S  | U  | N  | Tore    | Diff. | Punkte |
| --- | --------------------------------- | --- | -- | -- | -- | ------- | ----- | ------ |
| 1.  | Batman Belediyespor               | 32  | 15 | 10 | 7  | 046:280 | +18   | 55     |
| 2.  | Batman Petrolspor                 | 32  | 14 | 6  | 12 | 051:440 | +7    | 48     |
| 3.  | Siirtspor                         | 32  | 12 | 9  | 11 | 048:410 | +7    | 45     |
| 4.  | Diyarbakır Kayapınar Belediyespor | 32  | 13 | 5  | 14 | 039:500 | −11   | 44     |
| 5.  | Belediye Bingölspor               | 32  | 8  | 14 | 10 | 027:360 | −9    | 38     |
| 6.  | Ceyhanspor 1                      | 32  | 9  | 11 | 12 | 037:380 | −1    | 38     |
| 7.  | Bağlar Vuralspor (N)              | 32  | 11 | 3  | 18 | 040:560 | −16   | 36     |
| 8.  | Kilis Belediyespor                | 32  | 7  | 5  | 20 | 031:580 | −27   | 26     |

Platzierungskriterien: 1. Punkte – 2. Direkter Vergleich (Punkte, Tordifferenz, geschossene Tore) – 3. Tordifferenz – 4. geschossene Tore

| (N) | Neuling aus der regionalen Amateurliga |

## Play-offs

### 1. Play-off-Gleis
Die Spiele fanden im Karaelmas Kemal Köksal Stadı von Zonguldak statt.
Halbfinale
| Datum               |                  | Ergebnis              |               |
| ------------------- | ---------------- | --------------------- | ------------- |
| 29. Mai 2009, 14:00 | Yalovaspor       | 2:1                   | Kastamonuspor |
| 29. Mai 2009, 17:00 | Ankara Demirspor | 1:1 n. V. (1:4 i. E.) | Hatayspor     |

Finale
| Datum               |            | Ergebnis |           |
| ------------------- | ---------- | -------- | --------- |
| 31. Mai 2009, 17:00 | Yalovaspor | 2:1      | Hatayspor |

Yalovaspor stieg damit in die TFF 2. Lig 2009/10 auf.

### 2. Play-off-Gleis
Die Spiele fanden im 12 Haziran Stadı von Amasya statt.
Halbfinale
| Datum               |                     | Ergebnis |               |
| ------------------- | ------------------- | -------- | ------------- |
| 29. Mai 2009, 14:00 | Batman Belediyespor | 1:2      | İnegölspor    |
| 29. Mai 2009, 17:00 | Balıkesirspor       | 1:2      | Pursaklarspor |

Finale
| Datum               |            | Ergebnis |               |
| ------------------- | ---------- | -------- | ------------- |
| 31. Mai 2009, 17:00 | İnegölspor | 0:1      | Pursaklarspor |

Pursaklarspor stieg damit in die TFF 2. Lig 2009/10 auf.